# Kyrylo Myshin
Kyrylo Walerijowytsch Myshin (ukrainisch Кирило Валерійович Мизгін, englisch Kyrylo Myzgin; * 22. Mai 1983 in Charkiw) ist ein ukrainischer Archäologe und Numismatiker. Seit 2023 ist Myshin Leiter der Abteilung für osteuropäische Archäologie (Pracownia Archeologii Europy Wschodniej) sowie seit 2025 Leiter des Fachbereichs Numismatik und Museologie (Katedra Numizmatyki i Muzealnictwa) an der Universität Warschau.

## Werdegang
Myshin schloss 2005 sein Masterstudium (M. A.) in Geschichte an der Nationalen W.-N.-Karasin-Universität in Charkiw ab. 2010 wurde er an derselben Universität mit einer Dissertation zum Thema „Antike Münzen in den Fundstätten der der Černjachov-Kultur“ (Античные монеты на памятниках черняховской культуры) promoviert. Mit der Arbeit „Das östliche Barbaricum zwischen der Römerzeit und der Völkerwanderungszeit im Lichte numismatischer Quellen“ (Wschodnie Barbaricum na przełomie okresu rzymskiego i Wędrówek Ludów w świetle źródeł numizmatycznych) wurde Myshin 2023 an der Universität Warschau habilitiert.
Von 2010 bis 2015 lehrte Myshin als Dozent an der Nationalen W.-N.-Karasin-Universität in Charkiw. Anschließend wurde er als Hochschuldozent (Associate Professor) an der Universität Warschau angestellt. Seit 2015 arbeitet er dort und war von 2021 bis 2024 Hochschuldozent (Associate Professor) im Fachbereich Numismatik und Museologie und leitet diesen Fachbereich seit 2025. Seit 2023 leitet er zudem die Abteilung für osteuropäische Archäologie der Universität Warschau.

## Stipendien
- 2023 Heberden Coin Room East European Fellowship[8]
- 2023 Dumbarton Oaks Summer Fellowship[9]
- 2021–2023 Humboldt-Forschungsstipendium am Zentrum für Baltische und Skandinavische Archäologie[10]
- 2018 Fuga-4 (NCN) Scholarship[11]
- 2014 Kraay Travel Scholarship, Heberden Coin Room[8]

## Ehrungen
- 2008 Yevhen Kushnariov Prize (Nationale W.-N.-Karasin-Universität Charkiw)[6]
- 2013 Vasyl Karazin Prize (Nationale W.-N.-Karasin-Universität Charkiw)[6]
- 2023 Korrespondierendes Mitglied des Deutschen Archäologischen Instituts[12]

## Veröffentlichungen (Auswahl)
- Hrsg. (mit Bartecki, Bartłomiej and Hyrchała, Anna). Skarb z Cichobórza: studia nad depozytem rzymskich denarów oraz ich naśladownictw = The Cichobórz hoard: a study of the deposit of Roman denarii and their imitations. Muzeum im. ks. Stanisława Staszica w Hrubieszowie, 2023. ISBN 978-83-949902-9-9
- Hrsg. (mit Kokowski, Andrzej et al.). Corpus der römischen Funde im europäischen Barbaricum. Bd. 6: Polen. Krajna (mit Randgebiet-von der Brda bis zur Weichsel). Polska Akademia Umiejętności; Uniwersytet Marii Skłodowskiej-Curie w Lublinie. Instytut Archeologii; Uniwersytet Jagielloński. Instytut Archeologii; Uniwersytet Warszawski. Wydział Archeologii, 2023. ISBN 978-83-7676-368-2
- Myzgin, Kyrylo. Roman Republican Coins and Their Imitations from the Territory of Ukraine and Belarus. Warsaw University Press, 2017. doi:10.31338/uw.9788323527282. ISBN 978-83-235-2728-2
- Hrsg. (mit Michail Vasilijevič Ljubičev). Inter Orientem et Occidentem: Sammelband zum 65. Geburtstag von Frau Doktor Erdmute Schultze und 20 Jahre der Germanisch-Slawischen archäologischen Expedition. Ostrogothica-Serie 3. Kharkiv 2020. ISBN 978-966-2856-66-8
- Myzgin, Kyrylo. „The “Second Life” of Ancient Coins in Eastern Europe in the Middle Ages and the Modern Period“. In Slivers of Antiquity, pages 113-158. Warszawa: University of Warsaw Press, 2020.
- Myzgin, Kyrylo. The hoard from Zbuzh. In: Degler, Adam (Hrsg.): The Collection of Ancient Coins in Lviv Historical Museum: = Kolekcija Antyčnych Monet u L’vivs’komu Istoryčnomu Muzeï = Zbiór Monet Antycznych w Lwowskim Muzeum Historycznym, pages 367-392 Wrocław: Yellowstone Publications, 2023.
- Myzgin, Kyrylo. The hoard from Oliiv. In: Degler, Adam (Hrsg.): The Collection of Ancient Coins in Lviv Historical Museum: = Kolekcija Antyčnych Monet u L’vivs’komu Istoryčnomu Muzeï = Zbiór Monet Antycznych w Lwowskim Muzeum Historycznym, pages 335-346 Wrocław: Yellowstone Publications, 2023.
- Myzgin, Kyrylo. „New Finds of Gold Coins of Magnentius from Ukraine: The Short Report / Nowe znaleziska złotych monet Magnencjusza z Ukrainy. Krótkie doniesienie“. Notae Numismaticae - Numismatic Notes, Nr. 17, August 2023, S. 199-219. doi:10.52800/ajst.1.17.a8.
- Myzgin, Kyrylo. Late Roman period gold foil pendants stamped with anthropomorphic and zoomorphic ornaments from the Barbaricum. In: Pesch, Alexandra et al. (Hrsg.): Gold Foil Figures in Focus: A Scandinavian Find Group and Related Objects and Images from Ancient and Medieval Europe. Papers from an International and Interdisciplinary Workshop Organized by the Centre for Baltic and Scandinavian Archaeology (ZBSA) in Schleswig, Schloss Gottorf, October 23rd-25th 2017, pages 255-278, München 2019. ISBN 978-3-89937-249-6
- Dymowski, Arkadiusz. „Roman Imperial Hoards of Denarii from the European Barbaricum“. In Group and Individual Tragedies in Roman Europe: the evidence of hoards, epigraphic and literary sources (2020), pages 193-243. Cluj-Napoca: Editura Mega, 2020.
- (mit Arkadiusz Dymowski, und Oleksiy Chemuranov). „Typical Features of a Roman Imperial Denarius Hoard from the Chernyakhiv Culture Territory – The Case of the Skypche Hoard from Ukraine.“ Journal of Ancient History and Archaeology 7, 359-383. doi:10.14795/j.v7i1_SI.491.
- (mit Vida, István and Więcek, Tomasz). Gold Imitations of Roman Coins from the Collection of Hungarian National Museum in Budapest. In Studia barbarica. Profesorowi Andrzejowi Kokowskiemu w 65 rocznicę urodzin = Studia barbarica: for Professor Andrzej Kokowski on his 65th birthday, Fasc. 2, 222-247. Lublin, 2018. ISBN 978-83-7825-043-2